# Karl Zeller (Mathematiker)
Karl Zeller (* 28. Dezember 1924 in Schaulen in Litauen; † 20. Juli 2006 in Tübingen) war ein deutscher Mathematiker und Lehrstuhlinhaber an der Universität Tübingen. Sein Arbeitsgebiet war die  Numerik, speziell die Approximationstheorie.

## Leben
Karl Zeller war der Sohn eines deutschen Arztes und einer polnischen Ärztin und wuchs in Göppingen auf. Bedingt durch den Zweiten Weltkrieg wurde er bereits im Alter von 17 Jahren mit einem Notabitur von der Schule entlassen und zum Kriegsdienst eingezogen. Während des Kriegs gegen die Sowjetunion verlor er 1943 seinen rechten Arm, ein Handicap, das es ihm unmöglich machen sollte, sein 1944 an der Eberhard Karls Universität in Tübingen begonnenes Medizinstudium erfolgreich zu beenden.
So wechselte Zeller direkt nach dem Krieg die Fakultät und studierte Mathematik. Bereits 1949 legte er das Staatsexamen für das höhere Lehramt ab. 1950 wurde er bei Konrad Knopp in Tübingen über Allgemeine Eigenschaften von Matrix-Transformationen zum Dr. rer. nat. promoviert und 1953 habilitierte er sich dort und wurde im selben Jahr Privatdozent und später außerplanmäßiger Professor. Als Gastprofessor war er 1953, 1957, 1963, 1968 und 1973 in den Vereinigten Staaten von Amerika und 1975 in Japan. Nach zwei einjährigen Forschungsaufenthalten in den USA kehrte er als Universitätsdozent nach Tübingen zurück, wo er das neue Rechenzentrum der Universität mit aufbaute. Nach einem Ruf auf eine Professur an die Technische Hochschule Stuttgart wurde er 1960 ordentlicher Professor an der Universität Tübingen und war von 1960 bis 1966 in Tübingen Inhaber des dortigen Lehrstuhls für die „Mathematik der Hochleistungsrechenanlagen“. Als ein hauptamtlicher Leiter des Rechenzentrums erforderlich wurde, gab Karl Zeller diesen Posten auf, betätigte sich bis zu seiner Emeritierung als akademischer Lehrer und beschäftigte sich mit Numerik und der Approximationstheorie.
Im Jahre 1993 erhielt Karl Zeller die Ehrenpromotion der Universität Siegen.

## Schriften
- mit W. Beckmann: Theorie der Limitierungsverfahren. Springer, Berlin 1958; 2. Auflage ebenda 1970.